# Субоцка
Субоцка је насељено место у саставу града Липика, у западној Славонији, Република Хрватска.

## Историја
До нове територијалне организације у Хрватској, налазило се у саставу бивше велике општине Пакрац.

## Становништво
На попису становништва 2011. године, Субоцка је имала 12 становника.

## Попис 1991.
На попису становништва 1991. године, насељено место Субоцка је имало 351 становника, следећег националног састава:
| Попис 1991.‍  | Попис 1991.‍  | Попис 1991.‍ | Попис 1991.‍ | Попис 1991.‍ |
| ------------ | ------------ | ----------- | ----------- | ----------- |
|              |              |             |             |             |
| Срби         | Срби         |             | 331         | 94,30%      |
| Хрвати       | Хрвати       |             | 6           | 1,70%       |
| Југословени  | Југословени  |             | 4           | 1,13%       |
| Чеси         | Чеси         |             | 1           | 0,28%       |
| неопредељени | неопредељени |             | 8           | 2,27%       |
| непознато    | непознато    |             | 1           | 0,28%       |
| укупно: 351  |              |             |             |             |